# Novosad
Novosad este o comună slovacă, aflată în districtul Trebišov din regiunea Košice. Localitatea se află la altitudinea de 136 m deasupra n.m., se întinde pe o suprafață de 15,26 km2 și în 2017 număra 1.010 locuitori.

## Istoric
Localitatea Novosad este atestată documentar din 1318.

## Demografie
| An:                | 1994 | 2004    | 2014   | 2024   |
| ------------------ | ---- | ------- | ------ | ------ |
| Număr de persoane: | 921  | 1031    | 1027   | 1040   |
| Diferență:         |      | +11,94% | −0,38% | +1,26% |

| An:                | 2023 | 2024   |
| ------------------ | ---- | ------ |
| Număr de persoane: | 1019 | 1040   |
| Diferență:         |      | +2,06% |